# VC Sarto
VC Sarto is een voormalige volleybalvereniging uit Tilburg. De club werd opgericht in 1948. In 2015 fuseerde VC Sarto samen met Triade VCT tot Volley Tilburg.